# Korissia
Korissia (griechisch Κορισσία (f. sg.)) ist ein Gemeindebezirk im Süden der griechischen Insel Korfu. Er wurde 1997 als Gemeinde geschaffen und ging 2010 in der neu gebildeten Gemeinde Kerkyra auf, in der Lefkimmi nunmehr einen der 15 Gemeindebezirke bildet.

## Verwaltungsgliederung
Die Gemeinde Korissia (Δήμος Κορισσίων Dímos Korissíon) wurde im Zuge der Gemeindereform 1997 aus dem Zusammenschluss von sechs Landgemeinden geschaffen. Verwaltungssitz war Argyrades. Gemäß der Verwaltungsreform 2010 ging Korissia als einer von 15 Gemeindebezirken in der neu gebildeten Gemeinde Kerkyra auf.
| Stadtbezirk/ Ortsgemeinschaft | griechischer Name               | Code     | Fläche (km²) | Einwohner 2001 | Einwohner 2011 | Dörfer und Siedlungen                            |
| ----------------------------- | ------------------------------- | -------- | ------------ | -------------- | -------------- | ------------------------------------------------ |
| Argyrades                     | Δημοτική Κοινότητα Αργυράδων    | 32040201 | 12,029       | 2033           | 1719           | Argyrades, Agios Georgios, Marathias, Neochoraki |
| Perivoli                      | Δημοτική Κοινότητα Περιβολίου   | 32040205 | 07,870       | 1441           | 1427           | Perivoli, Potamia                                |
| Agios Nikolaos                | Τοπική Κοινότητα Αγίου Νικολάου | 32040202 | 02,266       | 0471           | 0440           | Agios Nikolaos, Notos, Roumanades                |
| Vasilatika                    | Τοπική Κοινότητα Βασιλατίκων    | 32040203 | 01,138       | 0174           | 0147           | Vasilatika                                       |
| Kouspades                     | Τοπική Κοινότητα Κουσπάδων      | 32040204 | 03,116       | 0383           | 0349           | Kouspades, Boukaris                              |
| Petriti                       | Τοπική Κοινότητα Πετριτής       | 32040206 | 1,113        | 704            | 693            | Petriti, Korakades                               |
| Gesamt                        | Gesamt                          | 320402   | 27,532       | 5206           | 4775           |                                                  |